# Pleuronichthys ocellatus
Espèce
Statut de conservation UICN

 LC  : Préoccupation mineure
Pleuronichthys ocellatus est une espèce de poissons appartenant à la famille des  Pleuronectidae